# Running Wild (film, 2014)
Pour les articles homonymes, voir Running Wild.
Pour plus de détails, voir Fiche technique et Distribution.
Running Wild est une comédie dramatique américaine réalisée par Melanie Shaw, sorti en 2015.

## Fiche technique
- Titre : Running Wild
- Titre original : Running Wild
- Réalisation : Melanie Shaw
- Société de production et de distribution :
- Pays d'origine : États-Unis
- Format : Couleur - Formats de projection - 35 mm
- Genre : Comédie dramatique
- Durée :
- Date de sortie : :
- États-Unis : 3 février 2015

## Distribution
- Zoë Worth : Liza
- Alden Ehrenreich  : Eli
- Jack Quaid : Eric
- Zachary Webber : Jackson
- Hannah Getz : Jane